# 長野重右衛門

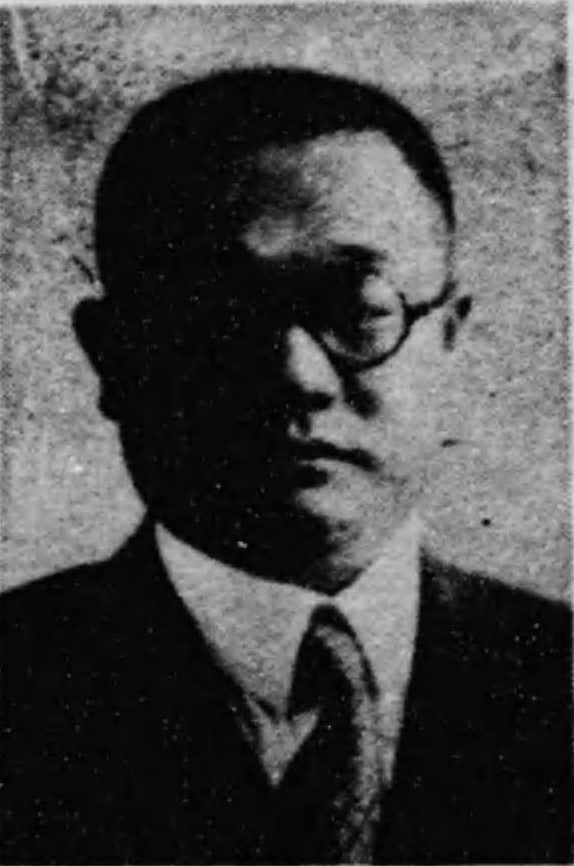
長野重右衛門

長野 重右衛門（ながの じゅううえもん、1898年7月1日 - 1957年6月13日）は、日本の政治家。衆議院議員（2期）。

## 経歴
滋賀県出身。高小卒。法性寺村議、滋賀県議、同副議長、同議長となる。滋賀県河川砂防協会、失業対策委員会、開拓協会、蚕糸業会各会長、東洋メリヤス、協商織物各(株)社長などを歴任する。
1946年の第22回衆議院議員総選挙で滋賀県から日本進歩党公認で立候補したが落選。しかし、翌年の3月に堤隆の死去により繰り上げ当選となった。同年4月の第23回衆議院議員総選挙において滋賀県全県区から民主党公認で立候補して再選。1949年の第24回衆議院議員総選挙で落選した。民主党、国民民主党総務委員、改進党総務委員、自由民主党同志会常任理事、日本真綿協会会長、日本中小企業連盟常任理事などを務めた。